# Tarsaster
Genre
Tarsaster est un genre d'étoile de mer de la famille des Pedicellasteridae.

## Liste des genres
Selon World Register of Marine Species (21 janvier 2015) :
- Tarsaster alaskanus Fisher, 1928 -- Alaska
- Tarsaster cocosanus (Ludwig, 1905) -- Océan Pacifique tropical
- Tarsaster distichopus Fisher, 1917 -- Philippines
- Tarsaster fascicularis (Perrier, 1881) -- Caraïbes
- Tarsaster galapagensis (Ludwig, 1905) -- Galapagos
- Tarsaster stoichodes Sladen, 1889